# Ацетат нептунила-натрия
Ацетат нептунила-натрия — неорганическое соединение,
двойная оксосоль натрия, нептуния и уксусной кислоты
с формулой NaNpO2(CH3COO)3,
розовые или зелёные кристаллы,
не растворяется в воде.

## Получение
- Добавление к раствору ацетата нептуния(VI) в уксусной кислоте насыщенного раствора ацетата натрия в уксусной кислоте[1].

## Физические свойства
Ацетат нептунила-натрия образует розовые или зелёные кристаллы кубической сингонии, пространственная группа P 213, параметры ячейки a = 1,0679 нм, Z = 4.
Не растворяется в воде.

## Применение
Применяется для синтеза динептуната(VI) натрия.

## См.также
- Ацетаты